# Ellas Baby
Ellas Baby ist ein deutscher Fernsehfilm von David Dietl aus dem Jahr 2017 mit Benno Fürmann und Tijan Marei in den Hauptrollen.

## Handlung
Die 16-Jährige Ella war mit einigen Freundinnen gemeinsam in Frankreich, wobei es den Mädchen auch darum ging, endlich einmal Sex zu haben, was auch geklappt hat. Doch nun stellt Ella fest, dass sie schwanger ist – von einem jungen Mann, der ihr nicht einmal seinen richtigen Namen genannt hat. Zunächst scheint klar, dass sie das Kind abtreiben lässt. Doch nach Gesprächen mit dem gleichalten Matti (der seine Mutter nicht kennt, aber froh ist, dass sie ihn geboren hat) entschließt sie sich dazu, das Kind auszutragen und es dann zur Adoption freizugeben. Das kann ihr Vater Roman nicht verstehen, da Ella als talentierte Basketballspielerin sich damit ihre Karriere verbaut. Er und Ella haben anfangs ein gespanntes Verhältnis. Sie leben seit kurzem mit Romans Freundin Ariane zusammen, die sich sehnlichst ein eigenes Kind von Roman wünscht, doch trotz akribischen Vorgehens klappt es nicht. Über ihre richtige Mutter weiß Ella nur, dass sie sich nach Indien abgesetzt hat, um dort notleidenden Kindern zu helfen. Ella tauscht mit ihr Textnachrichten aus und vertraut ihr ihre Gedanken an.
Sobald Roman erkennt, dass Ella ihre Entscheidung für das Kind ernst meint, stellt er sich hinter sie. Für Ariane wird die Situation dadurch schwierig: Erstens ist sie neidisch auf Ellas ungewollte Schwangerschaft, die sich bei ihr selbst trotz größten Willens einfach nicht einstellen will, zweitens empfindet sie Romans lebhafte Unterstützung für Ella und die Bedeutung, die Ellas Schwangerschaft bekommt, als Zurücksetzung. Die lange unausgesprochen im Raum stehende Idee, sie könne Ellas Baby als ihr eigenes annehmen, empfindet sie als Zumutung, als sie schließlich doch zur Sprache kommt. In der folgenden Auseinandersetzung verlässt sie die Familie zunächst wieder. Das wirft wiederum Roman in eine Krise, der Ariane aufrichtig liebt und braucht.
Ella entdeckt durch Zufall, dass die Textnachrichten, die sie ihrer Mutter schreibt, tatsächlich an ein zweites Handy von Roman gehen. Nach erster Enttäuschung über diese Lüge ist sie aber auch beeindruckt von den einfühlsamen Antworten, die demnach Roman und nicht ihre Mutter ihr geschrieben hat; ihr Vertrauen zu ihm vertieft sich. Sie benötigt ihn auch sehr, als dessen Vater Karl überraschend verstirbt, der für Ella eine wichtige Bezugsperson war. Lange weigert sich Ella, auch nur das Ultraschallbild ihres Kindes anzuschauen, da sie zu ihm keine Beziehung aufbauen möchte. Schließlich sieht sie jedoch ein, dass sie ihre aufkommenden Muttergefühle nicht unterdrücken kann, und denkt darüber nach, das Kind zu behalten.
Eines Abends setzen bei Ella überraschend die Wehen ein. Roman, der seine Führerscheinprüfung noch nicht bestanden hat, fährt sie zur Klinik und gibt auch Ariane Bescheid. Diese überwindet ihren Stolz und trifft per Taxi in der Klinik ein. Ella bittet sie, mit ihr in den Kreißsaal zu kommen, und vermittelt ihr dadurch, dass sie dazugehört. Am Schluss ist die nun vierköpfige Familie wieder zusammen, Ella kümmert sich um ihr Kind.
Aufgelockert wird das ernste Thema durch mehrere humorvolle Nebenstränge:
- Fahrradtechniker Roman will endlich den Führerschein machen, was er vor Ariane geheim hält, doch sie erfährt von einer Freundin davon. In den Fahrstunden kommt es durch Ablenkungen zu skurrilen Unfällen.
- Der unbeholfen wirkende Matti, der in Ella verliebt ist, erfährt durch ein mitgehörtes Balkongespräch von ihrer Schwangerschaft und unternimmt einen undurchdachten Versuch, die Vaterschaft zu „gestehen“, um ihr näher zu kommen. Roman, der nichts von ihm hält, zeigt ihm die Tür. Als später Mattis Hund von Roman überfahren wird, reagiert Matti darauf so gelassen, dass es Roman tief beeindruckt. Sie rauchen zusammen Haschisch, was wiederum Ariane brüskiert.
- Arianes karikaturhaft ausgefeilte Empfängnisplanung schließt auch eine Smartphone-App ein, die den optimalen Zeugungszeitpunkt auf alberne Weise lautstark mitteilt. Abseits davon verweigert sie paradoxerweise sogar den Sex, zur Erhöhung der Spermienqualität. Dass sie Roman damit zur Zeugungsmaschine degradiert, fällt ihr nicht auf.
- Roman hält seinem Vater Karl unter anderem vor, er kümmere sich nicht um das Grab seiner Frau. Erst nach Karls Tod erfährt er von Ella, dass Karls Frau gar nicht auf dem Friedhof, sondern im eigenen Garten begraben liegt. Auch auf Karls Beerdigung wird die Urne unbemerkt getauscht.

## Rezeption

### Einschaltquote
3,07 Millionen Zuschauer verfolgten den Film am 13. Oktober 2017 im Ersten. Der Marktanteil betrug 10,6 Prozent.

### Kritik
„Sympathische (Fernseh-)Komödie, die sich bemüht, den ernsten Familienproblemen mit einem gewissen Augenzwinkern zu begegnen, wobei die Konflikte mitunter eher bemüht feinfühlig behandelt werden.“

„‚Ellas Baby‘ ist kein gefälliger Film. Dafür sind die Figuren zu eigenwillig, besonders die beiden Frauen lassen sich nicht von den überkommenen Regeln des Unterhaltungsfilms domestizieren. Lässt die Schwangerschaft Ella zunehmend sanfter und ausgeglichener erscheinen, macht das aus ihr – Dank des abwechslungs- und nuancenreichen Spiels von Tijan Marei – aber noch lange keine herzallerliebste Identifikationsfigur. Bei Katharina Schüttlers Ariane geht die Entwicklung in die andere Richtung: Sie wirkt im Verlauf der Handlung immer spröder und kantiger. [...] Massentauglich gibt sich dagegen einmal mehr Benno Fürmann, der wie gemacht scheint für diese modernen Beziehungspartner und Familienväter, die in launigen Dramödien zwischen grundentspannt (‚Neu in unserer Familie‘) und neurotischer Alarmbereitschaft (‚Weniger ist mehr‘) zu chargieren verstehen. Nicht nur die Titelheldin hat ein Faible für knappe Ansagen (‚Ich treib’s nicht ab‘), auch Fürmanns Frauenversteher liebt es kurz & aufmunternd und Autorin Senft lässt ihn sogar schon mal Sätze der Zeitgeschichte variieren: ‚Wir kriegen das hin.‘“

„Die Darsteller […] sind in David Dietls [] Film nicht das Problem. Eher Skript-Unschärfen und die naiv konstruierte Geschichte einer erst 16-Jährigen, die en passant in eine Mutterrolle findet. Abtreibungsgegnern wird’s gefallen. [Fazit:] Gut gespielt, aber zu viele Unstimmigkeiten.“

## Verweise
- Ellas Baby auf Das Erste
- Ellas Baby bei IMDb